# Hydrogenophaga borbori
Hydrogenophaga borbori es una bacteria gramnegativa del género Hydrogenophaga. Fue descrita en el año 2020. Su etimología hace referencia a lodo. Es aerobia y móvil por flagelo polar. Forma colonias circulares, convexas y amarillentas en agar R2A. Temperatura de crecimiento entre 15-40 °C, óptima de 25-30 °C. Se ha aislado de lodos activados en Corea del Sur. 